# Hellebrand Henriett
Hellebrand Henriett (Szolnok, 1976. december 18.–) magyar realista festő, keramikus, költő.

## Élete
Művészcsaládban született. Dédapja, Hellebrand Béla (1882–1965) ötvös és festőművész volt. Többek között az esztergomi Országzászlót Állító Bizottság vezetője, valamint számos alkotása mellett Esztergom város ünnepi Szent István-érmének készítője. Nagyapja Hellebrand Béla festő, és faragóművész. Édesapja, Hellebrand István (1947–2015), aki festőművészetével egyben volt tanítója és példaképe.
A tiszaföldvári Hajnóczy József Gimnáziumban érettségizett, majd a Magyar Képzőművészeti Egyetemre jelentkezett. A Szalay Könyvkiadónak készített pasztellel és olajjal illusztrációkat, majd a festék után egy másik matéria, az agyag bűvkörébe került. Évekig kerámiázott, új mázakkal kísérletezett, különböző rendezvényekre készített emlékplaketteket, kézzel festett vázákat, szobrokat.
A festészet számomra több, mint az önkifejezés eszköze, hiszem, hogy a festményeim önálló életet élnek és létükkel pozitív befolyást gyakorolnak környezetükre.

## Önálló kiállítások
- 2002. Tiszai árvízkárosultak segítése a művészet által – Szolnok
- 2004. Kenyér ünnepe – Rákóczifalva
  - Kézműves kiállítás – Szolnok
- 2010. Verselő festmények – Csabaház, Budapest
  - Verselő festmények – Kuckó Galéria, Budapest
- 2011. Kreatív HUSK – határon átnyúló kiállítás
  - Verselő festmények – Budapest
- 2012. Emese álma – Csemő
- 2014. A szivárvány színeivel – Győry-kastély, Perkáta
- 2015. Lélektől a vászonig – Viva Natura Televízió, Fót
  - Bennünk élő ősi erő – Szilvásvárad, „Szilva Resort & Conference Centre”
  - A Fény születése – Csemő
- 2016. II. Fénynap – Tokodaltáró
  - Kurul Lélek – Szilvásvárad, „Szilva Resort & Conference Centre”
- 2017. Tavaszvarázs – Csemő
- 2018. Verselő festmények – Budapest, „FÖK Pesti Uti Idősek Otthona”
- 2021. Kőrösi Csoma Sándor felszentelt festményének állandó kiállítása – Tar, Tara templom